# Loxerebia martyr
Loxerebia martyr är en fjärilsart som beskrevs av Charles James Watkins 1927. Loxerebia martyr ingår i släktet Loxerebia och familjen praktfjärilar. Inga underarter finns listade i Catalogue of Life.